# Maria Firmina dos Reis
Maria Firmina dos Reis (São Luís, 11 d'octubre de 1825-Guimarâes, 11 de novembre de 1917) fou una escriptora abolicionista brasilera.

## Vida i obra
Com a mulata i filla il·legítima tingué difícil accés a l'educació pública. Es dedicà al magisteri i visqué tota la vida a la província de Maranhão.
La seua novel·la melodramàtica Úrsula (1859), que conté missatges d'“importància històrica”, fou oblidada per generacions: Úrsula és “una de les primeres novel·les que aborda el tema de l'esclavitud”.
Els originals se'n situen a la Biblioteca Pública Benedito Leite de São Luís do Maranhão i en la Biblioteca Nacional del Brasil.